# Carreras de aviones (álbum)
Carreras de aviones es el décimo álbum de la banda argentina Super Ratones. Fue publicado el 29 de noviembre de 2019 por el sello independiente Nacho Records para Hook en España y con distribución de Sony.
Este es su primer disco tras el fallecimiento de uno de sus fundadores, el vocalista y baterista José Luis "Person" Properzi.

## Historia
"Carreras de Aviones" fue registrado entre junio de 2016 y marzo de 2019 en Alto Estudio, grabado por Mario Barassi. Las baterías fueron grabadas por Pablo Iglesias y Diego Reinholz en W Sound Studio. Fue mezclado por Nelson Pombal, ingeniero y productor de vasta experiencia y masterizado Chris Hanzsek en Hanzsek AV Studio, Seattle. 
En los diez años que pasaron entre el disco anterior "Super Ratones" y este nuevo álbum, la banda pasó por muchas cosas, incluidas la larga enfermedad y el fallecimiento de uno de sus fundadores, Person. Debido al éxito del disco con su primer sencillo "Esperando al sol", la banda estuvo de gira incansablemente, promocionando sus nuevas canciones, con varios sencillos exitosos y con importantes conciertos compartiendo cartel con artistas soñados como Ringo Starr y con los viejos amigos de Blur, también abriendo el show en Buenos Aires del grupo inglés de pop, Culture Club. 
Con un show de regreso en la emblemática Usina del Arte en 2016 en Buenos Aires, la banda vuelve con todo y presentando varias canciones nuevas. Regresaron a España en ese mismo año, luego de 4 temporadas y de la mano del club Atlético de Madrid, que los invita a un gran festival. Allí sintieron mucho interés de la prensa y, tras el fallecimiento de Person, ver lo expectante que había estado el púbico español luego de años sin visitar la península ibérica. Con unos festivales importantes allí, el recibimiento es fabuloso. Al regresar comienzan a grabar el disco.
Con el paso firme de las canciones como bandera, retoman esta nueva producción después de aquel “Super Ratones”, que han paseado en muchas ocasiones durante sus giras por Argentina y Europa.
Con los cuidados arreglos de armonías vocales e inolvidables melodías, guitarras al frente, la base potente y el formato canción como sellos del grupo, Super Ratones redondean una producción de canciones casi perfectas, infalibles y de gran calidad interpretativa.
Este álbum es el resultado de una época sin precedentes en la historia de la banda que lleva la impronta de un tiempo marcado a veces por momentos difíciles, pero que el grupo ha podido sortear y salir airoso con convicción en la eterna búsqueda de la canción perfecta.
Un trabajo que propone, según relata el grupo, "romper los prejuicios con un mensaje esperanzador, que invita a reflexionar sobre la necesidad de enfrentarnos a lo establecido, a nuestros propios desafíos".
“Hemos tenido el privilegio de contar con la colaboración de artistas amigos muy queridos que han hecho crecer cada canción con sus aportes” dice Mario Barassi.
Podemos citar, por ejemplo, la fuerza interpretativa de Mikel Izal y Alberto Pérez Rodríguez de Izal en el primer sencillo “Si no tuvieras miedo”, los enormes Manuel Moretti y Víctor Bertamoni de Estelares, el maestro Jorge Maronna de Les Luthiers, el gran Richard Coleman, las voces inigualables de Los Tipitos, la voz de Ulises Eyherabide de Rescate y el virtuoso de la guitarra Berton Averre de la icónica banda de power pop The Knack, entre otros.
El disco fue producido por Mario Barassi, con coproducción de Agustín Insausti y Nelson Pombal, quien con su amplia experiencia ha producido el último disco de Charly García, “Random”, entre otros.
Super Ratones están de regreso, retomando el ruedo discográfico con aires frescos y renovados. Una buena oportunidad de encontrarte con cuidadas melodías dentro de grandes canciones que no querrás dejar de escuchar.
El disco obtuvo 3 nominaciones para los Premios Gardel en varias categorías
- Grabación del año
- Mejor álbum pop alternativo
- Mejor videoclip

## Listado de canciones
| N.º   | Título                      | Escritor(es)                  | Duración |  |
| 1.    | «Carreras de Aviones»       | Mario Barassi, Manuel Moretti | 3:21     |  |
| 2.    | «Si No Tuvieras Miedo»      | Barassi                       | 3:36     |  |
| 3.    | «Un Minuto Es Mucho Tiempo» | Barassi                       | 4:03     |  |
| 4.    | «En Tu Camino Otra Vez»     | José Luis Properzi            | 3:10     |  |
| 5.    | «Tonto Temor»               | Agustín Insausti              | 3:38     |  |
| 6.    | «A Remar»                   | Barassi                       | 2:54     |  |
| 7.    | «Me Gusta la Lluvia»        | Barassi, Insausti             | 2:51     |  |
| 8.    | «Para Hacer una Montaña»    | Barassi                       | 3:19     |  |
| 9.    | «Hijo»                      | Barassi                       | 3:04     |  |
| 10.   | «Islas»                     | Insausti                      | 4:16     |  |
| 11.   | «Buen Humor»                | Properzi                      | 2:41     |  |
| 12.   | «Amen»                      | Properzi                      | 4:44     |  |
| 42:10 |                             |                               |          |  |

## Créditos

### Super Ratones
- Mario Barassi – voz, coros, guitarras acústicas y eléctricas de 6 y 12 cuerdas, percusión.
- Oscar Granieri – guitarras eléctricas, slide, coros.
- Agustín Insausti – voz, coros, piano, rhodes, hammond, teclados, melotrón.
- Pablo Diez – bajo y secuencias.
- Sebastián Reinholz – batería, coros.
- José Luis "Person" Properzi – coros en “En tu camino otra vez” y “Amen”

### Músicos invitados
- Manuel Moretti – voz en “Carreras de aviones” y “Me gusta la lluvia”.
- Víctor Bertamoni – guitarras a lo largo del disco.
- Mikel Izal – voz en “Si no tuvieras miedo”.
- Alberto Pérez Rodríguez – guitarra en “Si no tuvieras miedo”.
- Juanchi Baleirón – guitarra en “Un minuto es mucho tiempo”.
- Raúl Ruffino – coros en “Hijo”.
- Walter Piancioli – coros en “Hijo”.
- Pablo Tévez – coros en “Hijo”.
- Richard Coleman – guitarra y efectos en “Para hacer una montaña”.
- Giuseppe Lioi – voz en “Buen humor”.
- Jorge Maronna – guitarra española en “Hijo”.
- Ulises Eyherabide – voz y coros en “Amen”.
- Berton Averre – guitarra en “A remar”.
- Stebing Balaguer – armónica en “Hijo” y “Tonto temor”.
- Lisandro Ruiz – coros en “Buen humor”.
- Gustavo Lato – guitarra en “Buen humor”, coros en “Amen” y percusión en “Un minuto es mucho tiempo”.
- Leopoldo Properzi – voz en “Buen humor”, coros en “Amen”.
- Náspid Franzapán – bajo en “Me gusta la lluvia”.
- Christine Brebes – violín y cuerdas en “Hijo”.
- Paco Arancibia – programaciones y MIDI en “Islas”, “Hijo”, “Me gusta la lluvia”, “Para hacer una montaña”, “Tonto temor” y “A remar”.
- Nelson Pombal – percusiones a lo largo del disco.